# Nátrium-tioszulfát
A nátrium-tioszulfát (vagy hétköznapi nevén fixírsó, széksó) egy szervetlen vegyület, a tiokénsav nátriumsójának tekinthető. Színtelen, kristályos anyag. Kémiai képlete: Na2S2O3. Vízben jól oldódik. A tiszta nátrium-tioszulfát nem változik levegőn, de ha szennyezéseket tartalmaz, higroszkópos. Vizes oldatból 5 mól kristályvízzel (pentahidrát) kristályosodik. A pentahidrát képlete: Na2S2O3 · 5 H2O.

## Kémiai tulajdonságai

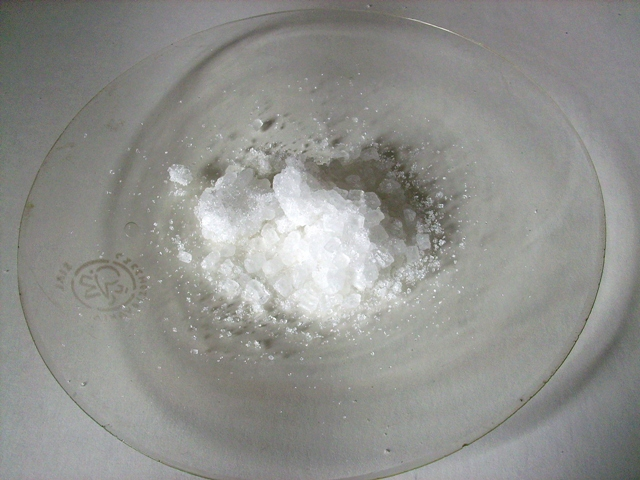
Nátrium-tioszulfát

Ha a nátrium-tioszulfát oldatához savat adnak, tiokénsav válik szabaddá. A tiokénsav elbomlik, finom eloszlású kén válik ki. Emiatt az oldat zavaros lesz. A tiokénsav bomlásának egyenlete:
{\displaystyle \mathrm {H_{2}S_{2}O_{3}\rightarrow H_{2}SO_{3}+S} }
A nátrium-tioszulfát a jódot megköti, nátrium-jodid (NaI) keletkezik, a nátrium-tioszulfát pedig nátrium-tetrationáttá (Na2S4O6) alakul.
{\displaystyle \mathrm {2\ Na_{2}S_{2}O_{3}+I_{2}\rightarrow Na_{2}S_{4}O_{6}+2\ NaI} }
A levegő szén-dioxidja hatására lassan elbomlik, a bomlásának termékei: kén-dioxid, kén-hidrogén és finom eloszlású kén. Klór hatására nátrium-szulfáttá alakul, emellett sósav és kénsav keletkezik.
{\displaystyle \mathrm {Na_{2}S_{2}O_{3}+4\ Cl_{2}+5\ H_{2}O\rightarrow Na_{2}SO_{4}+8\ HCl+H_{2}SO_{4}} }
Komplex vegyületeket képez a nehézfémek sóival. Ezek a komplexek általában vízben oldódnak. Ezüst-bromiddal a benne található tioszulfátionok a következőképpen reagálnak (ezt a reakciót a fényképészetben hasznosítják):
{\displaystyle \mathrm {AgBr+2\ S_{2}O_{3}^{2-}\rightarrow Br^{-}+[Ag(S_{2}O_{3})_{2}]^{3-}} }
Erős oxidálószerekkel robbanásszerűen reagálhat, de más körülmények között nem éghető. Hevítve elbomlik körülbelül 300 °C-on.

## Előállítása
A nátrium-tioszulfát akkor képződik, ha nátrium-szulfit oldatát kénnel forralják.
{\displaystyle \mathrm {Na_{2}SO_{3}+S\rightarrow Na_{2}S_{2}O_{3}} }
Melléktermékként keletkezik a kéntartalmú festékek gyártásakor, főként így nyerik.

## Felhasználása
Az élelmiszeriparban antioxidánsként (E539), klóros vagy hipokloritos fehérítéskor a klórnyomok eltüntetésére használják. A klórnyomok eltüntetésére használt nátrium-tioszulfátot antiklórnak nevezik.
A fényképészetben  a rögzítéshez vagy fixáláshoz használják. A fixálás az előhívást követő részfolyamat. Ekkor a film fényérzékeny rétegében maradt, el nem bomlott ezüst-bromid oldatot nátrium-tioszulfáttal oldják ki. Ekkor az ezüst-bromid a nátrium-tioszulfáttal egy komplex vegyületté alakul, ami vízben oldható. A fixálás után a filmet át kell mosni, mert a nátrium-tioszulfát elbomolhat és megsárgíthatja a filmet.
Az analitikai kémiában a jód mennyiségének meghatározására, az úgynevezett jodometriás titrálásokban alkalmazzák. A bányászatban az ezüst érceiből való kioldására használják. Cianidmérgezés esetén ellenméregként adják, mert a cianid a szervezetben a tioszulfát hatására kevésbé mérgező tiocianáttá (rodanid) alakul.